# Château des Chaulets
Le château des Chaulets est un château situé à Souvigny, en France.

## Localisation
Le château est situé sur la commune de Souvigny, dans le département de l'Allier, en région Auvergne-Rhône-Alpes. Il est situé à 2 km du prieuré Saint-Pierre-et-Saint-Paul de Souvigny.

## Description
Le bâtiment comprend un rez-de-chaussée surmonté d'un étage dans le corps de logis rectangulaire, et des communs à l'est. La cour d'entrée communique au nord avec le parc par un portail ouvert dont les pilastres sont surmontés de motifs sculptés "pomme de pin".

## Historique
Le château voit sa construction commencer de 1780 à 1789. Les travaux, arrêtés par la Révolution, sont repris de 1800 à 1807.
Il est inscrit aux monuments historiques le 30 décembre 1976, pour sa façade et sa toiture.